# Lee Blair
Lee Blair (1er octobre 1911, Los Angeles - 19 avril 1993) est un peintre aquarelliste et scénariste d'animation américain. Il est connu entre autres pour son travail au sein de studios Disney et une médaille d'or artistique lors des Jeux olympiques d'été de 1932.

## Biographie
Né en Californie, il s'intéresse à l'art et étudie à la Chouinard School of Art. Il devient le chef de file des aquarellistes et président de la California Water Color Society en 1935.
Le 3 mars 1934, il épouse Mary Blair qu'il a rencontré à Chouinard. En 1938, lorsque Lee est engagé aux Studios Disney comme superviseur de la couleur pour Pinocchio, sa femme est engagée par le département animation des studios Metro-Goldwyn-Mayer pour le remplacer. 

## Filmographie
- 1940 : Fantasia segment Nuit sur le Mont Chauve, développement de l'histoire
- 1942 : Saludos Amigos, supervision artistique
- 1960 : The Untouchables, 1 épisode